# Sogndal Fotball
Il Sogndal Fotball, meglio noto come Sogndal IL, è una società calcistica di Sogndal, in Norvegia. Milita in 1. divisjon, la seconda serie del campionato norvegese di calcio.
Fondato il 19 febbraio del 1926, il club raggiunse in campionato il miglior risultato di sempre nella stagione 1988, con il sesto posto finale. Nel 1976 raggiunse anche la finale, persa contro il Brann, della Norgesmesterskapet.
Il Fosshaugane Campus, che ospita le partite interne, ha una capacità di 5 402 spettatori.

## Allenatori
- 1979-1980  Ingvar Stadheim
- 1981-1982  Harald Bersaas
- 1984-1984  Ingvar Stadheim
- 1987-1989  Ola Ljungberg
- 1990-1992  Harald Aabrekk
- 1997  Truls Jenssen
- 1998  Trond Fylling
- 1999  Mike Speight
- 2000-2002  Torbjørn Glomnes
- 2003-2004  Jan Halvor Halvorsen
- 2005  Trond Fylling
- 2006  Stig Nord
- 2007-2009  Karl Oskar Emberland
- 2010-2011  Harald Aabrekk
- 2012-2014  Jonas Olsson
- 2015-2021  Eirik Bakke
- 2022-oggi  Tore André Flo

## Palmarès

### Competizioni nazionali
- 1. divisjon: 2

2010, 2015

### Competizioni giovanili
- Norgesmesterskapet G19: 1

2018

### Altri piazzamenti
- Coppa di Norvegia:

Finalista: 1976
- 1. divisjon:

Terzo posto: 2000, 2020

## Organico

### Rosa 2025
Rosa aggiornata al 2 aprile 2025.
| N. |                       | Ruolo | Calciatore         |
| -- | --------------------- | ----- | ------------------ |
| 1  | Norvegia (bandiera)   | P     | Lars Jendal        |
| 2  | Portogallo (bandiera) | D     | Diogo Brás         |
| 6  | Norvegia (bandiera)   | C     | Martin Høyland     |
| 7  | Norvegia (bandiera)   | A     | Sebastian Pedersen |
| 8  | Norvegia (bandiera)   | C     | Jacob Blixt Flaten |
| 9  | Svezia (bandiera)     | A     | Oliver Hintsa      |
| 10 | Norvegia (bandiera)   | C     | Kasper Skaanes     |
| 11 | Ghana (bandiera)      | A     | Emmanuel Mensah    |
| 13 | Norvegia (bandiera)   | D     | Per-Egil Flo       |
| 14 | Ghana (bandiera)      | D     | Jamal Haruna       |
| 16 | Lettonia (bandiera)   | C     | Lūkass Vapne       |

| N. |                     | Ruolo | Calciatore           |
| -- | ------------------- | ----- | -------------------- |
| 17 | Norvegia (bandiera) | D     | Martin Sjølstad      |
| 18 | Norvegia (bandiera) | C     | Vegard Hagen         |
| 19 | Norvegia (bandiera) | A     | Erik Flataker        |
| 20 | Ghana (bandiera)    | C     | Isaac Twum           |
| 21 | Norvegia (bandiera) | P     | Daniel Gjerde Sætren |
| 22 | Norvegia (bandiera) | D     | Andreas Kalstad      |
| 29 | Norvegia (bandiera) | C     | Kristoffer Steinset  |
| 31 | Norvegia (bandiera) | A     | Joakim Nundal        |
| 32 | Norvegia (bandiera) | D     | Mathias Øren         |
| 77 | Islanda (bandiera)  | C     | Óskar Borgþórsson    |
| 88 | Kenya (bandiera)    | D     | Rooney Onyango       |